# Freddie Francis
Frederick William "Freddie" Francis (Londres, 22 de desembre de 1917 – Isleworth, Anglaterra, 17 de març de 2007) va ser un director de cinema, director de fotografia i guionista anglès.
Va realitzar nombroses pel·lícules de sèrie B per a la Hammer abans de convertir-se en director de fotografia amb David Lynch (L'home elefant, Dune, The Straight Story); es va emportar un oscar per a la pel·lícula Temps de glòria (Edward Zwick, 1990, el qual realitzador gaire no s'ha sentit amb ell). Ha signat igualment la foto del remake de Cape Fear dirigida per Martin Scorsese.

## Filmografia[3]

### Director de fotografia
- 1956: A Hill in Korea de Julian Amyes
- 1957: The Scamp
- 1957: Time Without Pity de Joseph Losey
- 1958: Pat Jackson
- 1959: The Battle of the Sexes
- 1959: Room at the Top de Jack Clayton
- 1959: Next to No Time
- 1960: Never Take Sweets from a Stranger
- 1960: Sons and Lovers de Jack Cardiff
- 1960: Saturday Night and Sunday Morning de Karel Reisz
- 1961: The Horsemasters (TV)
- 1961: The Innocents de Jack Clayton
- 1964: Night Must Fall, de Karel Reisz
- 1980: L'home elefant (The Elephant Man) de David Lynch
- 1981: La dona del tinent francès (The French Lieutenant's Woman) de Karel Reisz
- 1982: The Executioner's Song (TV)
- 1983: The Jigsaw Man
- 1984: Memed My Hawk
- 1984: Dune de David Lynch
- 1985: Return to Oz
- 1985: Code Name: Emerald
- 1988: Clara's Heart, de Robert Mulligan
- 1989: Peter Cushing: A One-Way Ticket to Hollywood (TV)
- 1989: La seva coartada (Her Alibi) de Bruce Beresford
- 1989: Temps de glòria (Glory) d'Edward Zwick
- 1990: The Plot to Kill Hitler (TV)
- 1991: The Man in the Moon de Robert Mulligan
- 1991: El cap de la por (Cape Fear) de Martin Scorsese
- 1992: School Ties
- 1993: A Life in the Theater (TV)
- 1994:  Princessa Caraboo
- 1996: Rainbow
- 1999: The Straight Story de David Lynch

### Director
- 1962: The Day of the Triffids
- 1962: Two and Two Make Six
- 1962: Ein Toter sucht seinen Mörder
- 1963: Paranoiac
- 1964: Nightmare
- 1964: The Evil of Frankenstein
- 1964: Das Verrätertor
- 1965: Dr. Terror's House of Horrors
- 1965: Hysteria
- 1965: The Skull
- 1966: The Deadly Bees
- 1966: The Psychopath
- 1967: Torture Garden amb guió de Robert Bloch
- 1967: They Came from Beyond Space
- 1967: Man in a Suitcase (sèrie TV)
- 1968: The Intrepid Mr. Twigg
- 1968: The Champions (sèrie TV)
- 1968: Dràcula torna de la tomba (Dracula Has Risen from the Grave)
- 1969: Mumsy, Nanny, Sonny and Girly
- 1970: Trog
- 1971: The Vampire Happening
- 1972: Tales from the Crypt
- 1972: The Adventures of Black Beauty (sèrie TV)
- 1973: Craze
- 1973: The Creeping Flesh
- 1974: Son of Dracula
- 1975: Legend of the Werewolf
- 1975: The Ghoul
- 1985: The Doctor and the Devils
- 1987: Dark Tower

### Guionista
- 1964: Diary of a Bachelor

## Premis i nominacions

### Premis
- 1961: Oscar a la millor fotografia per Sons and Lovers
- 1990: Oscar a la millor fotografia per Temps de glòria

### Nominacions
- 1981: BAFTA a la millor fotografia per L'home elefant
- 1982: BAFTA a la millor fotografia per La dona del tinent francès
- 1991: BAFTA a la millor fotografia per Temps de glòria
- 1993: BAFTA a la millor fotografia per El cap de la por